# Wirtschaft Simbabwes
Simbabwe ist derzeit eine der ärmsten Volkswirtschaften der Welt, die vor allem durch eine sehr hohe Arbeitslosigkeit, niedriges Bruttoinlandsprodukt, Devisenknappheit, Investitions- und Energieknappheit sowie von einem Brachliegen zahlreicher Wirtschaftssektoren gekennzeichnet ist.

## Allgemeines
Die Wirtschaft Simbabwes entwickelte sich von der Unabhängigkeit des Landes im Jahr 1980 bis Mitte der 1990er Jahre zu einer der stärksten Volkswirtschaften Afrikas. Nahezu alle Wirtschaftszweige des Landes, vor allem aber der Tourismus, die Landwirtschaft und der Bergbau verzeichneten erhebliches Wachstum. Allein die Landwirtschaft fuhr 1985 ein Produktionswachstum von 30 % ein, das Bruttoinlandsprodukt wuchs zwischen 1980 und 1981 um 20 %. Hinzu kam ein allgemein relativ günstiges Investitionsklima: Die Regierung war nicht besonders korrupt und das Eigentum war nicht schutzlos Kleptokratie ausgesetzt. Gegen Ende der 1990er Jahre begann man nun das hohe Potential des Landes nicht mehr ausreichend auszuschöpfen. Außerdem stieg nun die Inflation, lag sie bis Ende der 1990er Jahre noch im zweistelligen Bereich (1980: 7 %, 1985: 10 %, 1990: 17 %, 1995: 28 %, 1999: 56,9 %), so stieg sie 2001 auf 112,1 %. Diese abnorme Preissteigerung war nicht zuletzt auf die fehlerhafte Währungspolitik der Zentralbank zurückzuführen, die bewusst überproportional Geld in Umlauf brachte, um die Inflation weiter zu erhöhen. Nachdem die Inflation 2002 bei 198,93 % und 2003 bei 598,75 % gelegen hatte, sank sie im Jahr 2004 kurzfristig auf 132,75 %. Ab 2005 erhöhte sich die Preissteigerung jedoch wieder rasant und durchbrach 2006 erstmals einen vierstelligen Wert (1.281,11 %). Die spätestens 2007 eingetretene Hyperinflation, mit Werten von 66.212,3 %, führte im Jahr 2009 schließlich zur vorläufigen Abschaffung der Landeswährung, dem Simbabwe-Dollar, nachdem die Inflation zuletzt Werte von 231.150.888,87 % erreichte und die Währung praktisch keinen Wert mehr hatte und mittlerweile nicht einmal mehr Grundnahrungsmittel verfügbar waren.
Die hohe Inflation trug ebenso wie die unvollkommene Umstellung von der planwirtschaftlichen auf die marktwirtschaftliche Politik und zahlreicher anderer Faktoren dazu bei, dass Simbabwes wirtschaftliche Leistung seit Ende der 1990er Jahre um mehr als 50 % einbrach. Es wurde ferner davon ausgegangen, dass die Arbeitslosigkeit bei 94 % liegt. Das Bruttoinlandsprodukt lag 2008 bei 3,19 Mrd. US-Dollar, was einen Rückgang zum Vorjahr von 14,8 % bedeutete. Die Währungsreserven beschränkten sich auf 0,2 Mio. US-Dollar (2008). Der Staatshaushalt wies ein Defizit in Höhe von 8,6 % des BIP auf. Die Staatsverschuldung lag bei 6 Mrd. US-Dollar, was 189 % des BIP entsprach.
Auch nach der Wahl von Emmerson Mnangagwa zum Präsidenten im Jahr 2018 ist die Wirtschaft in einem schlechten Zustand; Hunger und Armut grassieren. Im Jahr 2019 wurde der Simbabwe-Dollar wiedereingeführt.

## Wirtschaftssektoren

### Primärer Sektor

#### Landwirtschaft
Das Land verfügt über reiches Potential, darunter vor allem fruchtbare Böden, was vor der Umsetzung der Landreform dem Land den Namen „Kornkammer Afrikas“ einbrachte. Es wurden auf 850.000 Hektar Mais und auf weiteren 400.000 Hektar Soja und Tabak angebaut. Weitere bedeutende Anbauprodukte waren Baumwolle, Erdnüsse und Jute. Mit dem Beginn der Umsetzung der Landreform, bei der nach und nach Farmen an Einheimische übertragen werden sollte, begann „die Landwirtschaft langsam zu zerfallen“, Felder liegen mittlerweile brach und es wird kaum noch etwas produziert. Verschärft wird die ohnehin schon geringe landwirtschaftliche Produktion durch Dürreperioden, was zusätzlich zu Nahrungsmittelengpässen führt. Ein Teil der simbabwischen Bevölkerung ist auf Nahrungsmittelhilfe angewiesen.

### Sekundärer Sektor

#### Bergbau und Energie
Wie die Landwirtschaft ist sowohl der Bergbau- als auch der Energiesektor fast vollständig zum Erliegen gekommen. Dabei hat das Land beachtliche Bodenschätze zu bieten, darunter Gold, Platin, Nickel, Kupfer, Zinn, Diamanten, Kohle und Tonminerale. Die Goldförderung lag 1998 bei 27,114 Tonnen und sank 2007 auf 7,017 Tonnen. Der Goldabbau ist mit der Freisetzung von Quecksilber verbunden, was zu zunehmenden Umweltproblemen führt. Nach Ansicht von Fachleuten hat Simbabwe ein immenses Diamantenpotential, hauptsächlich im Osten des Landes, wo sich die 68.500 Hektar großen Marange-Diamantenfelder befinden. Dieses wird auf 1,7 Mrd. US-Dollar pro Jahr beziffert.
Der momentane Energiebedarf kann bei weitem nicht gedeckt werden. Simbabwe importiert Strom aus Südafrika (43 %), Sambia (28,5 %), Mosambik (19 %) und der DR Kongo (9,5 %), wobei die Importmenge bei 3,3 Mrd. kWh liegt (Stand 2003). Die tägliche Importmenge von Erdöl belief sich im gleichen Jahr auf 23.000 Barrel.

### Tertiärer Sektor

#### Kapitalmarkt
Das Land führt eine Wertpapierbörse, welche als Zimbabwe Stock Exchange bekannt ist. Der Zimbabwe Industrial Index ist der Leitindex der Volkswirtschaft.

## Kennzahlen
Alle Werte sind in US-Dollar (Kaufkraftparität) angegeben.
| Jahr | BIP (Kaufkraftparität) | BIP pro Kopf (Kaufkraftparität) | BIP Wachstum pro Jahr |
| ---- | ---------------------- | ------------------------------- | --------------------- |
| 1998 | 25,7 Mrd.              | 2.185                           | ...                   |
| 2000 | 25,3 Mrd.              | 2.160                           | −4,2 %                |
| 2001 | 25,7 Mrd.              | 2.204                           | −0,4 %                |
| 2002 | 24,1 Mrd.              | 2.071                           | −7,7 %                |
| 2003 | 20,6 Mrd.              | 1.769                           | −16,2 %               |
| 2004 | 19,8 Mrd.              | 1.691                           | −6,3 %                |
| 2005 | 19,0 Mrd.              | 1.602                           | −7,4 %                |
| 2006 | 18,8 Mrd.              | 1.569                           | −3,6 %                |
| 2007 | 18,7 Mrd.              | 1.552                           | −3,4 %                |
| 2008 | 15,9 Mrd.              | 1.315                           | −16,3 %               |
| 2009 | 17,2 Mrd.              | 1.410                           | 7,4 %                 |
| 2010 | 20,2 Mrd.              | 1.633                           | 15,4 %                |
| 2011 | 23,9 Mrd.              | 1.921                           | 16,3 %                |
| 2012 | 27,7 Mrd.              | 2.120                           | 13,6 %                |
| 2013 | 29,6 Mrd.              | 2.205                           | 5,3 %                 |
| 2014 | 31,0 Mrd.              | 2.249                           | 2,8 %                 |
| 2015 | 31,8 Mrd.              | 2.248                           | 1,4 %                 |
| 2016 | 32,4 Mrd.              | 2.233                           | 0,7 %                 |
| 2017 | 34,0 Mrd.              | 2.283                           | 3,0 %                 |